# Avesac, Prat e era Hita
Avesac, Prat e era Hita (en francès Avezac-Prat-Lahitte) és un municipi francès situat al departament dels Alts Pirineus i a la regió d'Occitània.

## Demografia
| 1962                                       | 1968 | 1975 | 1982 | 1990 | 1999 | 2007 |
| ------------------------------------------ | ---- | ---- | ---- | ---- | ---- | ---- |
| 538                                        | 544  | 622  | 600  | 596  | 514  | 572  |
| Des de 1962: població sense dobles comptes |      |      |      |      |      |      |

## Administració
| Període | Identitat    | Partit |
| ------- | ------------ | ------ |
| 2001-   | Albert Begué | PRG    |